# Полынь приморская
Полынь приморская, или Полынь морская — русскоязычное название ботанического вида Seriphidium maritimum, ранее включавшегося в род Полынь (Artemisia) семейства Астровые (Asteraceae). Общеупотребимое название рода в русском языке отсутствует. Многолетнее травянистое растение с деревянистым корнем, встречающееся практически по всей территории Европы.

## Ботаническое описание

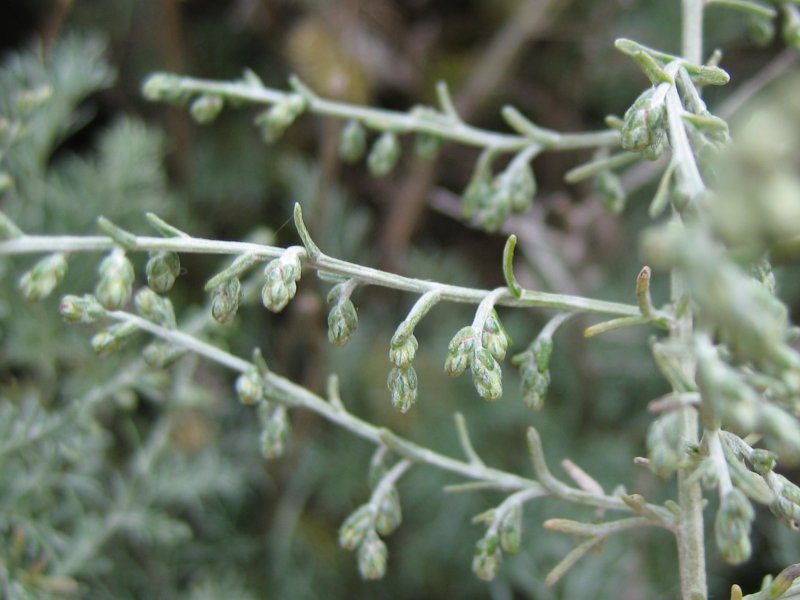
Соцветия полыни морской

Полынь морская или приморская представляет собой многолетнее травянистое пахучее и белоопушенное растение, наделенное деревянистым корнем.
Стебли восходящие и довольно многочисленные, в верхней части ветвистые. Листья очередные, перисторассечённые с узкими линейными долями.
Цветочные корзинки яйцевидные и довольно мелкие, собраны в сжатое метельчатое соцветие, цветки трубчатые.
Цветение полыни морской начинается с июля и заканчивается в августе.

## Распространение и местообитания
В природе вид распространён на Атлантическом побережье Европы от Прибалтики и Скандинавии, по всему Средиземноморью, до Балкан, Малой Азии и Западного Кавказа.
На территории России встречается на побережье Чёрного, Азовского морей и по берегам залива Сиваш.
Растение предпочитает степные склоны и меловые обнажения, а также сухую солонцеватую почву.

## Применение
Полынь морская обладает ценными целебными свойствами, используют верхнюю часть растения. Заготавливают сырье в период с июля по август.
В составе этого растения содержатся эфирные масла, дубильные вещества, абсинтины и анабсинтины, каротин, янтарная и яблочная кислоты, витамин С и В6, минеральные соли и хамазулен. Полынь морская обладает эффективными мочегонными, противоглистными, противовоспалительными и желчегонными свойствами.
Настой, приготовленный на основе цветочных корзинок полыни морской, показан к применению при туберкулезе, скудных и нерегулярных менструациях и при одышке. Такое целебное средство используется ещё и для улучшения аппетита. Настоем на основе травы полыни морской рекомендуется растирать ушибленные места. Свежие ветки полыни морской можно использовать как средство, предназначенное для отпугивания блох.

## Классификация

### Таксономия[2]
Seriphidium maritimum (L.) Poljakov, 1961, Trudy Inst. Bot. Akad. Nauk Kazakhst. S.S.R. 11: 172
Вид Полынь приморская относится к роду Seriphidium семействa Астровые (Asteraceae) порядка Астроцветные (Asterales). Кладограмма в соответствии с Системой APG IV:
|  |                                      |  |                                   |                                   |                    |  | ещё 10 семейств | ещё 10 семейств |                   |  |                        |  | еще 34 подтвержденных вида | еще 34 подтвержденных вида |  |
|  |                                      |  |                                   |                                   |                    |  | ещё 10 семейств | ещё 10 семейств |                   |  |                        |  | еще 34 подтвержденных вида | еще 34 подтвержденных вида |  |
|  |                                      |  |                                   | порядок Астроцветные              |                    |  |                 |                 | род Seriphidium   |  |                        |  |                            |                            |  |
|  |                                      |  |                                   | порядок Астроцветные              |                    |  |                 |                 | род Seriphidium   |  | 2 инфравидовых таксона |  |                            |                            |  |
|  | отдел Цветковые, или Покрытосеменные |  |                                   |                                   | семейство Астровые |  |                 |                 | Полынь приморская |  |                        |  |                            |                            |  |
|  | отдел Цветковые, или Покрытосеменные |  |                                   |                                   |                    |  |                 |                 |                   |  |                        |  |                            |                            |  |
|  |                                      |  | ещё 63 порядка цветковых растений | ещё 63 порядка цветковых растений |                    |  |                 | ещё 1804 рода   | ещё 1804 рода     |  |                        |  |                            |                            |  |
|  |                                      |  |                                   | ещё 63 порядка цветковых растений |                    |  |                 |                 | ещё 1804 рода     |  |                        |  |                            |                            |  |

### Инфравидовые таксоны
- Seriphidium maritimum subsp. humifusum (Fr. ex C.Hartm.) Karlsson
- Seriphidium maritimum subsp. maritimum

### Синонимы
- Artemisia maritima  L.
- Artemisia maritima f. maritima
- Artemisia maritima subsp. maritima
- Artemisia maritima var. maritima  C.B.Clarke
- Artemisia salina subsp. salina
- Artemisia seriphium  Wallr.
- Seriphidium maritimum var. maritimum